# Oberreichenbach (Landkreis Erlangen-Höchstadt)
Oberreichenbach ist eine Gemeinde im Landkreis Erlangen-Höchstadt (Regierungsbezirk Mittelfranken, Bayern).

## Geografie

### Geografische Lage

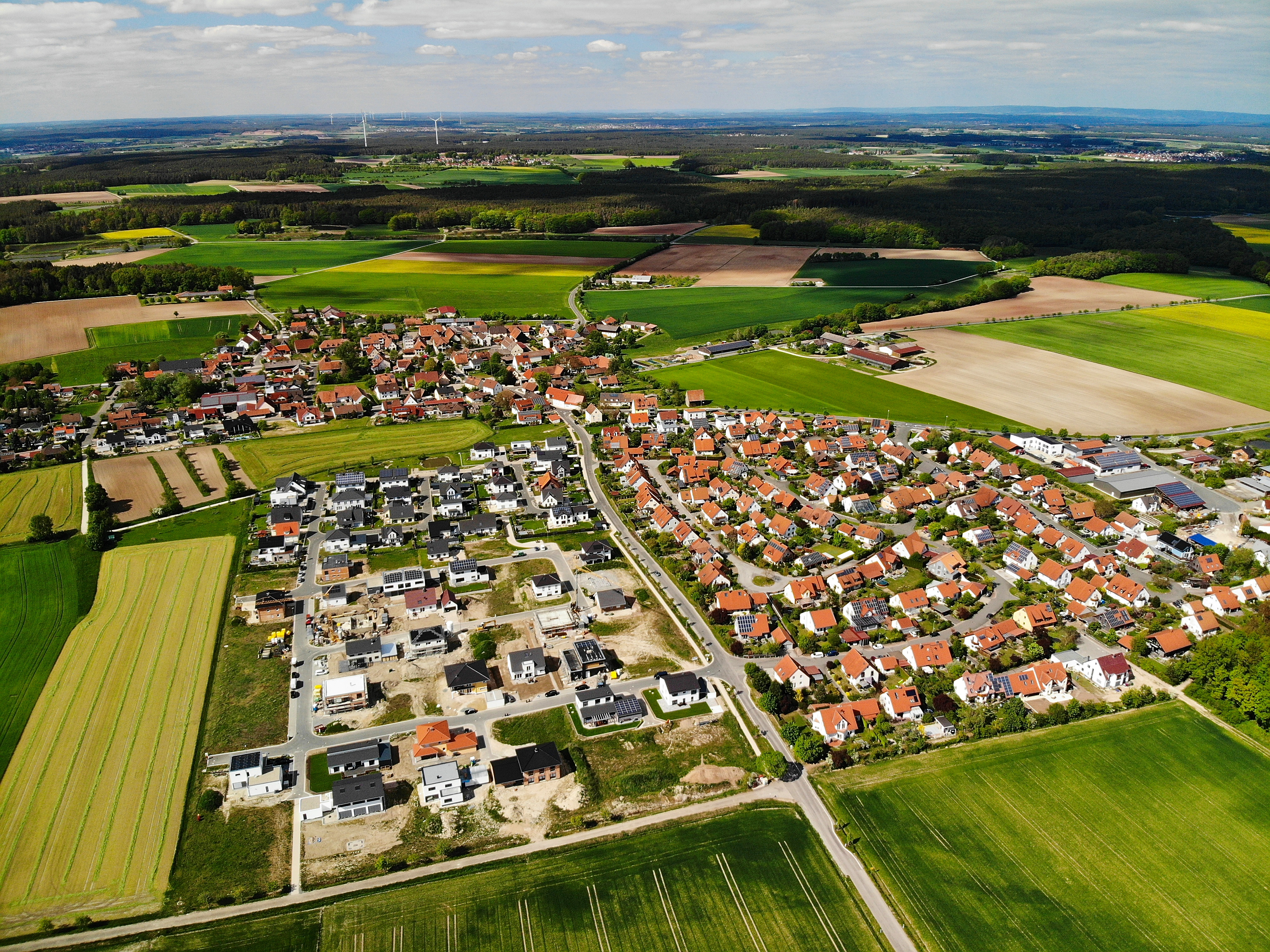
Oberreichenbach Luftaufnahme (2020)

Die Gemeinde liegt zwischen Neustadt an der Aisch und Erlangen am westlichen Rande des Naturparks Frankenhöhe.
Unmittelbar westlich des Kirchdorfs befinden sich die Trabelshofteiche, die den Eichenbach speisen, der mit dem Erlesbach ein Kilometer weiter nordöstlich zum Reichenbach zusammenfließt. Im Süden befindet sich das Waldgebiet Bastei, im Westen das Waldgebiet Bettelhütlein und im Südwesten das Bann Holz.

### Gemeindegliederung
Die Gemeinde besteht nur aus der Gemarkung und dem Gemeindeteil Oberreichenbach. Die Gemarkung Oberreichenbach hat eine Fläche von 4,821 km². Sie ist in 988 Flurstücke aufgeteilt, die eine durchschnittliche Flurstücksfläche von 4880,05 m² haben.

### Nachbargemeinden
Nachbargemeinden sind (im Norden beginnend im Uhrzeigersinn):
Weisendorf, Aurachtal, Emskirchen, Wilhelmsdorf, Gerhardshofen.

## Geschichte
Der Ort wurde 1109 als „Richenbach“ erstmals urkundlich erwähnt. Der Ortsname leitet sich von einem gleichlautenden Gewässernamen ab, dessen Bestimmungswort das mittelhochdeutsche Wort rîche (=reich) ist. Es sollte wohl damit der Fischreichtum des Baches bezeichnet werden. Aus dem Grundwort –bach kann geschlossen werden, dass diese Gegend nicht vor dem 10. Jahrhundert besiedelt wurde, da bis dahin Gewässer mit –aha bezeichnet wurden. 1501 ist erstmals die Form „Obernreichenpach“ bezeugt. Das Präfix Ober- dient zur Unterscheidung des in der Nähe gelegenen Unterreichenbach.
Der Ort war ursprünglich Allod der Grafen Bergtheim. 1136 schenkte Graf Berthold II. von Bergtheim dem Kloster Michelsberg Güter des Ortes zum Allod. 1251 scheint das Kloster diese Eigengüter nicht mehr besessen zu haben. Grundherrschaftliche Ansprüche hatte auch das Kloster Münchaurach.
Gegen Ende des 18. Jahrhunderts gab es in Oberreichenbach 20 Anwesen. Das Hochgericht übte das brandenburg-bayreuthische Fraischvogteiamt Emskirchen-Hagenbüchach aus. Grundherren waren Brandenburg-Bayreuth (Klosteramt Münchaurach: 1 Wirtshaus, 3 Güter, 2 Gütlein; Vogtamt Hagenbüchach: 2 Halbhöfe, 1 Gut), das Hochstift Bamberg (Amt Herzogenaurach: 1 Hof, 2 Güter, 1 Haus), das Rittergut Neuhaus: 5 Güter und die Reichsstadt Nürnberg (Spitalamt Heilig Geist: 2 Gütlein). Die Dorf- und Gemeindeherrschaft wurde im Wechsel ganerblich von den Grundherren übernommen.
Von 1797 bis 1810 unterstand der Ort dem Justizamt Markt Erlbach und Kammeramt Emskirchen. Im Jahre 1810 kam Oberreichenbach zum Königreich Bayern. Im Rahmen des Gemeindeedikts wurde 1811 der Steuerdistrikt Oberreichenbach gebildet, zu dem Buch, Trabelshof und Unterreichenbach gehörten. 1813 entstand die Ruralgemeinde Oberreichenbach, die deckungsgleich mit dem Steuerdistrikt war. Mit dem Zweiten Gemeindeedikt (1818) wurde die Ruralgemeinde Oberreichenbach aufgespalten:
- Ruralgemeinde Oberreichenbach
- Ruralgemeinde Unterreichenbach mit Buch
- Trabelshof zur Ruralgemeinde Ebersbach[10]

Die Gemeinde Oberreichenbach war in Verwaltung und Gerichtsbarkeit dem Landgericht Markt Erlbach zugeordnet und in der Finanzverwaltung dem Rentamt Neustadt an der Aisch. In der freiwilligen Gerichtsbarkeit unterstanden 10 Anwesen bis 1848 dem Patrimonialgericht Neuhaus. Am 1. April 1836 wurde die Gemeinde dem Landgericht Herzogenaurach zugewiesen, am 1. Oktober 1847 auch dem Rentamt Herzogenaurach. Ab 1862 gehörte Oberreichenbach zum Bezirksamt Höchstadt an der Aisch (1939 in Landkreis Höchstadt an der Aisch umbenannt) und weiterhin vom Rentamt Herzogenaurach (1919 in Finanzamt Herzogenaurach umbenannt, seit 1929: Finanzamt Erlangen). Die Gerichtsbarkeit blieb beim Landgericht Herzogenaurach (1879 in das Amtsgericht Herzogenaurach umgewandelt), seit 1959 ist das Amtsgericht Erlangen zuständig.

## Einwohnerentwicklung
| Jahr      | 1818   | 1840   | 1855   | 1861   | 1867   | 1871   | 1875   | 1880   | 1885   | 1890   | 1895   | 1900   | 1905   | 1910   | 1919   | 1925   | 1933   | 1939   | 1946   | 1950   | 1961   | 1970   | 1987   | 2008   | 2013   | 2017   |
| Einwohner | 192    | 236    | 244    | 251    | 247    | 241    | 241    | 255    | 238    | 202    | 218    | 214    | 223    | 227    | 191    | 183    | 186    | 180    | 301    | 335    | 657    | 621    | 763    | 1229   | 1218   | 1302   |
| Häuser    | 29     |        |        |        |        | 36     |        |        | 40     | 40     |        | 37     |        |        |        | 36     |        |        |        | 41     | 90     |        | 295    |        |        | 383    |
| Quelle    | [ 13 ] | [ 14 ] | [ 14 ] | [ 15 ] | [ 16 ] | [ 17 ] | [ 18 ] | [ 19 ] | [ 20 ] | [ 21 ] | [ 14 ] | [ 22 ] | [ 14 ] | [ 23 ] | [ 14 ] | [ 24 ] | [ 14 ] | [ 14 ] | [ 14 ] | [ 25 ] | [ 26 ] | [ 27 ] | [ 28 ] | [ 29 ] | [ 29 ] | [ 29 ] |

## Politik

### Gemeinderat
Der Gemeinderat von Oberreichenbach hat zwölf Mitglieder zuzüglich des Ersten Bürgermeisters.
Die vergangenen Kommunalwahlen führten zu folgenden Sitzverteilungen im Gemeinderat:
|      | CSU    | FWG    | Gesamt       |
| 2002 | 6 (+1) | 6      | 12(+1) Sitze |
| 2008 | 5      | 7 (+1) | 12(+1) Sitze |
| 2014 | 4      | 8 (+1) | 12(+1) Sitze |
| 2020 | 4      | 8 (+1) | 12(+1) Sitze |

### Bürgermeister
Erster Bürgermeister ist Klaus Hacker (FWG).

### Wappen und Flagge
Wappen
| Wappen von Oberreichenbach | Blasonierung: „Über von Silber und Schwarz geviertem Schildfuß gespalten von Rot und Gold, vorne der Rumpf einer linksgewendeten silbernen Hindin, die von einem goldenen Pfeil durchbohrt ist, hinten ein rot bewehrter von einer silbernen Schrägleiste überdeckter schwarzer Löwe.“ |
| Wappen von Oberreichenbach | Wappenbegründung: Die Hindin ist das Attribut des Heiligen Ägidius, der als Orts- und Kirchenpatron in Oberreichenbach seit dem 16. Jahrhundert nachweisbar ist. Oberreichenbach unterstand zwei Herrschaften, den Markgrafen von Brandenburg-Bayreuth und dem Hochstift Bamberg. Darauf weisen die Zollernvierung von Silber und Schwarz im Schildfuß und der Bamberger Löwe aus dem Hochstiftswappen hin. Die Gemeinde Oberreichenbach führt seit 1985 ein Wappen. |

Flagge
Die Gemeindeflagge ist weiß-schwarz.

### Verwaltung
Die Gemeinde ist Mitglied der Verwaltungsgemeinschaft Aurachtal.

## Verkehr
Die Kreisstraße ERH 15/NEA 11 verläuft am Trabelshof und Oberalbach vorbei nach Brunn (4,8 km südwestlich) bzw. am Nankenhof vorbei nach Münchaurach zur Staatsstraße 2244 (4 km südöstlich). Die Kreisstraße ERH 28 verläuft nach Sintmann (3 km nordöstlich). Gemeindeverbindungsstraßen führen nach Eckenberg (1,5 km südlich) und nach Unterreichenbach (2,1 km östlich). Ein Wirtschaftsweg führt nach Tanzenhaid (1,6 km nordwestlich).